# Clemens Wachter
Clemens Wachter (* 1966 in Nürnberg) ist ein deutscher Archivar.

## Leben
Clemens Wachter studierte Geschichte und Germanistik an der Universität Erlangen-Nürnberg und promovierte 1999 in Bayerischer und Fränkischer Landesgeschichte. Seit 1999 ist er Archivar der Universität Erlangen-Nürnberg.
Er ist Wahlmitglied des Zentralinstituts für Regionenforschung der Universität Erlangen-Nürnberg, Wahlmitglied der Gesellschaft für fränkische Geschichte und Mitglied des erweiterten Vorstands des Vereins für Geschichte der Stadt Nürnberg.
Von ihm stammen zahlreiche Beiträge zur Fränkischen Landesgeschichte, insbesondere zur Geschichte der Universität Erlangen.

## Veröffentlichungen (Auswahl)
- Die Professoren und Dozenten der Friedrich-Alexander-Universität Erlangen 1743–1960. Teil 3: Philosophische Fakultät, Naturwissenschaftliche Fakultät. Erlangen 2009 (Digitalisat).